# Jataizinho
Jataizinho ist ein brasilianisches Munizip im Norden des Bundesstaats Paraná. Es hat 13.765 Einwohner (2022), die sich Jatainhenser nennen. Seine Fläche beträgt 159 km². Es liegt 379 Meter über dem Meeresspiegel. Die Gemeinde ist Teil der Metropolregion Londrina.

## Etymologie
Jataí ist in der Sprache der Eingeborenen der Name der Geleepalme (Butia). Die Butia-Palme kommt im Süden Brasiliens wie auch in Uruguay, Argentinien und Paraguay häufig vor. Der Name bezeichnet auch eine bestimmte Art von Bienen, die sich vom Nektar dieser Palmen ernähren. Das Suffix -zinho ist die portugiesische Verkleinerungsform.

## Geschichte

### Indianermission
1845 endete die Farrapen-Revolution im Süden Brasiliens mit dem Versprechen von Kaiser Pedro II, eine neue Provinz zu schaffen, die unter dem Einfluss von Rio Grande do Sul stehen sollte. Auf diese Weise wurde am 19. Dezember 1853 die Provinz Paraná aus der Provinz São Paulo abgetrennt, und am selben Tag wurde Zacarias de Góis zum ersten Präsidenten der Provinz ernannt.
Ihm ging es nun vor allem darum, den nördlichen Teil der Provinz zu besiedeln, um mögliche Invasionen aus Paraguay zu verhindern (tatsächlich konnten im Tripel-Allianz-Krieg wenige Jahre später die paraguayischen Invasionen schon in Mato Grosso und Rio Grande do Sul zurückgeschlagen werden). Er schuf Anreize, um Siedler anzulocken. Dazu gehörte freier Zugang zu Landbesitz und finanzielle Unterstützung bis zu den ersten Ernten.
Trotz aller Bemühungen des Präsidenten wurde die Kolonisierung durch die Xavantes und Kaingang behindert. Diese drangen immer wieder in die Felder ein und verwüsteten sie, um die Eindringlinge aus ihrem Land zu vertreiben. Deshalb schickte Zacarias de Góis ein Kommuniqué an den Heiligen Stuhl, in dem er um die Entsendung von Jesuitenbrüdern bat, die die Indianer missionieren und so die Kolonisierung erleichtern sollten. Auf diese Bitte hin gingen am 6. Dezember 1854 drei Brüder im Hafen von Paranaguá an Land: Timóteo de Castelnovo, Pacifico de Monte Falco und Mathias de Genova. Jeder von ihnen wurde in eine Region der Provinz geschickt, wobei Frei Timóteo an den unteren Tibají nach Jataí und Ibiporã ging. Hier waren bereits Indianer verschiedener Stämme auf Veranlassung des Barons von Antonina aus dem Urwald in dem Dorf São Pedro de Alcântara zusammengekommen.

### Militärkolonie
Baron von Antonina hatte einen großen Landbesitz auf seinen Namen eintragen lassen. Im Jahr 1850 ordnete er an, einen Weg in Richtung einer schiffbaren Stelle am Tibaji anzulegen. Dieser Weg mündete in den Hafen von Jataí. Dies geschah im Hinblick auf die Entdeckung der Campos Paiquerê (etwa 30 km südlich der Stadtmitte von Londrina) und die Eröffnung einer Straße, die die Campos Gerais mit Mato Grosso verbinden sollte. Er betrieb die Errichtung einer Militärkolonie am Ende dieses Weges. Mit dem Provinzialdekret Nr. 751 vom 2. Januar 1851 wurde sie beschlossen. Doch erst am 10. August 1855 wurde die Kolonie unter dem Kommando des pensionierten Majors Tomas José Muniz gegründet.

### Besiedlung
Baron von Antonina schickte den Sertanisten Francisco Lopes nach Jataí, der mit der Gründung der Zivilkolonie beauftragt wurde. Mit ihm schickte er eine Gruppe von Sklaven, die Frei Timóteo beim Aufbau des Dorfes São Pedro de Alcântara am linken Ufer des Tibagi, das heute zur Gemeinde Ibiporã gehört, helfen sollten.
Frei Mathias unterstützte seinen Ordensbruder und betreute als Kaplan die weißen Bewohner der Kolonie. Nach einem Jahr Arbeit veranlasste ihn eine Malariaepidemie, sich zu verabschieden und nach Castro zu gehen, um seine Gesundheit wiederherzustellen. Später übernahm er die Pfarrei Nossa Senhora dos Remédios im heutigen Munizip Tibagi. Die Ankunft der Ordensleute und der Sklaven trug dazu bei, die Spannungen zwischen den Weißen und den Indianern zu verringern.
Nachdem Joaquim Francisco Lopes der Militärkolonie wertvolle Dienste erwiesen hatte, machte er sich auf die Suche nach neuen, unerforschten Gegenden. Er kehrte aber immer wieder nach Jataí zurück, wo er der Mann aus der Natur genannt wurde.

### Erhebung zum Munizip
Im Jahr 1872 wurde das Dorf zur Freguesia erhoben. Es wurde 1932 zum Munizip erhoben, das jedoch 1938 wieder aufgelöst wurde. Im Jahr 1943 wurde der Ort in Jataizinho umbenannt.
Jataizinho wurde durch das Staatsgesetz Nr. 2 vom 2. Oktober 1947 aus Assaí ausgegliedert und erneut in den Rang eines Munizips erhoben. Es wurde am 1. November 1947 als Munizip installiert.

## Geografie

### Fläche und Lage
Jataizinho liegt auf dem Terceiro Planalto Paranaense (der Dritten oder Guarapuava-Hochebene von Paraná). Seine Fläche beträgt 159 km². Es liegt auf einer Höhe von 379 Metern.

### Vegetation
Das Biom von Jataizinho ist Mata Atlântica.

### Klima
In Jataizinho ist das Klima gemäßigt warm. Es gibt viel Niederschlag in Jataizinho, selbst im trockensten Monat. Die Klimaklassifikation nach Köppen und Geiger lautet Cfa. Im Jahresdurchschnitt liegt die Temperatur bei 21,9 °C. Innerhalb eines Jahres gibt es 1286 mm Niederschlag.

### Gewässer
Jataizinho liegt in einem Flussknie des Rio Tibají, der die westliche Grenze des Munizips bildet. Ihm fließen kleinere Flüsse zu wie der Ribeirão Jataizinho im Süden des Munizips oder der Rio Jacutinga im Norden.

### Straßen
Jataizinho liegt an der BR-369 von Londrina nach Ourinhos im Staat São Paulo.

### Nachbarmunizipien
|                      | Rancho Alegre                               |       |
| Ibiporã und Londrina | Kompassrose, die auf Nachbargemeinden zeigt | Uraí  |
|                      |                                             | Assaí |

## Stadtverwaltung
Bürgermeister: Wilson Fernandes, PDT (2021–2024)
Vizebürgermeister: Humberto Chamilete, PSDB (2021–2024)

## Demografie

### Bevölkerungsentwicklung
| Jahr | Einwohner | Stadt | Land |
| ---- | --------- | ----- | ---- |
| 1950 | 13.724    | 8 %   | 92 % |
| 1960 | 18.194    | 14 %  | 86 % |
| 1970 | 10.826    | 39 %  | 61 % |
| 1980 | 9.551     | 70 %  | 30 % |
| 1991 | 10.428    | 80 %  | 20 % |
| 2000 | 11.327    | 91 %  | 9 %  |
| 2010 | 11.875    | 93 %  | 7 %  |
| 2022 | 13.765    |       |      |

Quelle: IBGE (2011) und Volkszählung 2022

### Ethnische Zusammensetzung
| Gruppe * | 1991    | 2000    | 2010    | wer sich als …                                                                   |
| --- | ------- | ------- | ------- | -------------------------------------------------------------------------------- |
| Weiße | 60,7 %  | 67,6 %  | 61,8 %  | weiß bezeichnet                                                                  |
| Schwarze | 3,9 %   | 3,6 %   | 3,9 %   | schwarz bezeichnet                                                               |
| Gelbe | 4,5 %   | 2,0 %   | 2,0 %   | von fernöstlicher Herkunft wie japanisch, chinesisch, koreanisch etc. bezeichnet |
| Braune | 30,6 %  | 26,5 %  | 32,2 %  | braun oder als Mischung aus mehreren Gruppen bezeichnet                          |
| Indigene | 0,0 %   | 0,2 %   | 0,1 %   | Ureinwohner oder Indio bezeichnet                                                |
| ohne Angabe | 0,3 %   | 0,1 %   | 0,0 %   |                                                                                  |
| Gesamt | 100,0 % | 100,0 % | 100,0 % |                                                                                  |
| *) Das IBGE verwendet für Volkszählungen ausschließlich diese fünf Gruppen. Es verzichtet bewusst auf Erläuterungen. Die Zugehörigkeit wird vom Einwohner selbst festgelegt. |         |         |         |                                                                                  |

Quelle: IBGE (Stand: 1991, 2000 und 2010)